# Lophotavia globulipes
Lophotavia globulipes là một loài bướm đêm trong họ Noctuidae.